# Ознамець Володимир Володимирович
Володи́мир Володи́мирович Ознаме́ць (25 квітня 1974 — 7 жовтня 2014) — прапорщик Збройних сил України, учасник російсько-української війни.

## Життєвий шлях
Народився 1974 року в селі Ногачівка (Славутський район, Хмельницька область). Закінчив ногачівську восьмирічку, Славутську школу-інтернат. Здобув медичну освіту в місті Антрацит Луганської області. Після строкової служби лишився в армії, служив прапорщиком у Славуті, звільнився в запас після розформування частини. У серпні 2014-го мобілізований, санітарний інструктор, 128-ма окрема гірсько-піхотна бригада.
Ніс службу на першій лінії оборони під Дебальцевим. Сам будував окопи, обладнав польовий медичний пункт у бліндажі. У своєму підрозділі був і санітаром і хірургом. Від переживань посивів. Волонтери надсилали йому медичні препарати. 7 жовтня військовики перевозили поранених «Уралом» з червоним хрестом та розпізнавальними знаками медичної служби в госпіталь Артемівська. Зворотною дорогою потрапили під обстріл проросійських терористів із засідки. Володимир зазнав поранень у голову та груди, від яких помер. Тоді ж загинув іще один військовик, один важкопоранений.
Без Володимира лишились мама Надія Дмитрівна, батько, брат Олег.
Похований в селі Ногачівка 11 жовтня 2014 року.
У квітні 2015 року піп УПЦ МП відмовився відправити поминальну Панахиду та порадив батькам пересвятити могилу Володимира. 4-го травня 2015 року священники Київського патріархату здійснили над могилою Героя поминальний молебень.

## Нагороди та вшанування
За особисту мужність і героїзм, виявлені у захисті державного суверенітету та територіальної цілісності України, вірність військовій присязі під час російсько-української війни, відзначений — нагороджений
- орденом «За мужність» III ступеня (посмертно)
- 24 квітня 2015 Володимиру присвоєно звання почесного громадянина Славути (посмертно)
- Його портрет розміщений на меморіалі «Стіна пам'яті полеглих за Україну» у Києві: секція 4, ряд 2, місце 40
- 15 травня 2018 року в селі Ногачівка на його честь відкрито пам'ятний знак[3]